# Шавлія
Шавлі́я (Salvia L., народні назви — шевлія, шалві́я) — найчисельніший рід рослин родини губоцвітих, налічує майже 1000 видів багаторічних та однорічних трав'янистих рослин або напівкущів, заввишки 50–70 см. Рід поширений на всіх континентах крім Антарктиди.

## Назви роду
За академічним «Словником українських наукових і народних назв судинних рослин» (Кобів, 2004) для роду Salvia вказано (с. 362): «Salvia L. — шавлі́я (Сл, Ру, Оп, Дб), шалві́я (Вх2, Вх3, Гв, Сл), шевлія (Вх1).». Шавлія, -ї, ор.-єю. У слові шавлія — наголос на і /3.-С.793/. Українська назва посередництвом польської шалвія (з дальшою метатезою) має латинське походження: від лат. salvus — «здоровий», свою назву рослина отримала завдяки цілющим властивостям.

## Біологічні властивості
Листки прості або перисто-складні, подовжені, черешкові, запущені, сіро-зеленого кольору. Квіти дрібні, білі, рожеві чи синьо-фіолетові, зібрані в суцвіття. Чашечка від трубчастої до дзвінчастої, на горлі зсередини волосиста або гола, двогуба. Віночок 2-губий. Тичинок 2. Плоди — горішки темно-бурого кольору. Горішки трійчасті, яйцеподібні або довгасті, голі, гладкі.
Цвіте в червні — липні.
Шавлія морозостійка, полюбляє сухі та плодючі ґрунти. Розмножують вегетативно та за допомогою насіння, які висівають безпосередньо в ґрунт. Посів проводять напровесні чи пізньої осені.

## Поширення
Рід поширений на всіх континентах крім Антарктиди.
В Центральній Європі рослина вирощується з часів середньовіччя.

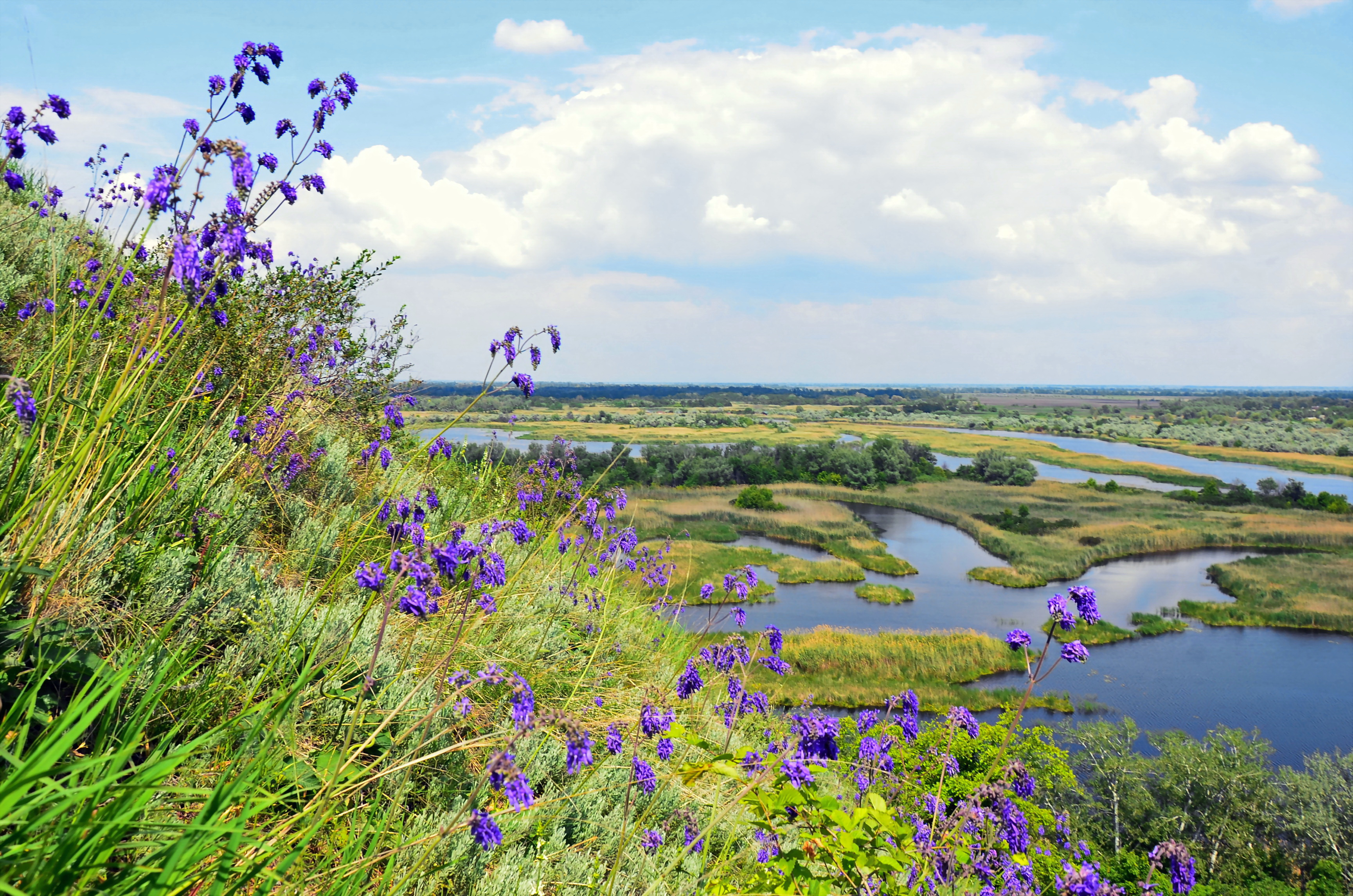
Шавлія поникла на берегах Ворскли

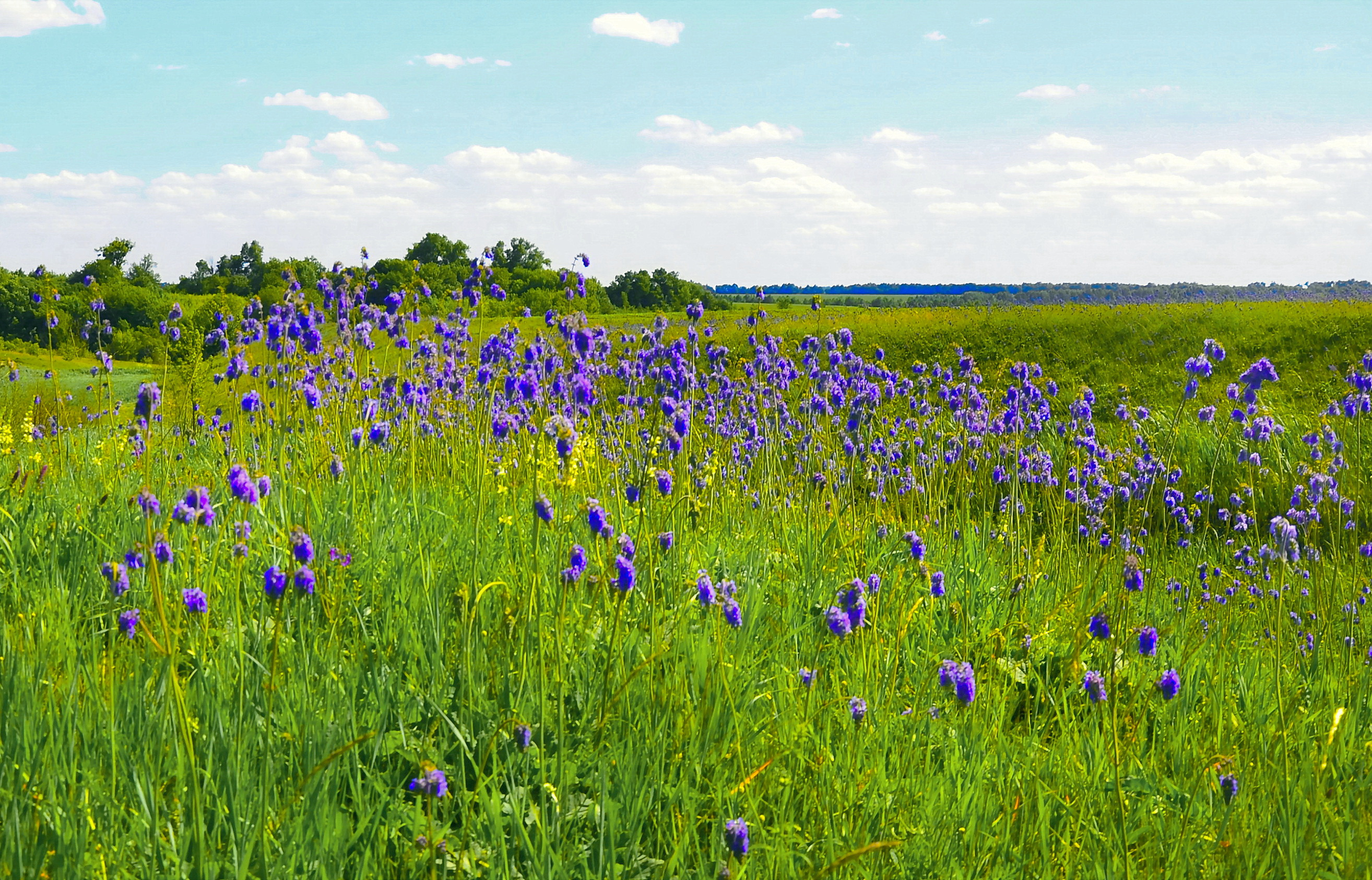
Шавлія поникла в балці поблизу с. Синівки на Сумщині

## Види
Відомо понад 1000 видів; в Україні 29 — два з них введено в культуру. Деякі види:
- Шавлія лікарська (Salvia officinalis) — настоянка з її листя використовується при стоматитах, катарах верхніх дихальних шляхів тощо.
- Шавлія мускатна (Salvia sclarea) — розводиться в Криму для виготовлення ефірної олії, яка вживається у парфумерії та медицині.
- Шавлія віщунів — (Salvia divinorum) — рослина, листя якої містять в собі психоактивний галюциноген Сальвінорин А.
- Шавлія поникла (Salvia nutans)
- Шавлія кільчаста (Salvia verticillata)
- Шавлія сухостепова (Salvia tesquicola)
- Шавлія гайова (Salvia nemorosa)
- Шавлія ефіопська (Salvia aethiopis)
- Шавлія липка (Salvia glutinosa)

Серед ендеміків України — шавлія кременецька.

## Застосування

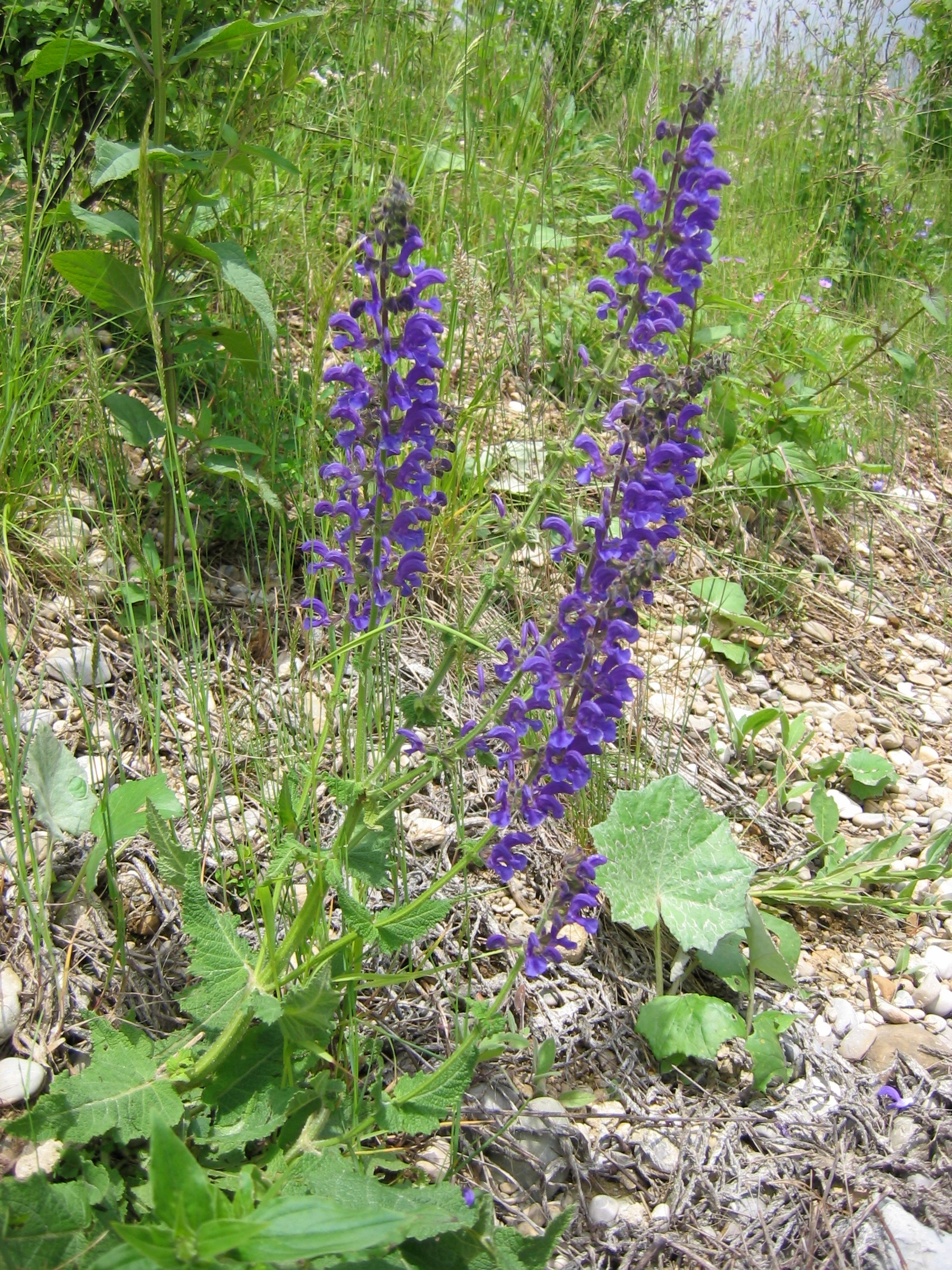
(Salvia pratensis)

Шавлія — пряність, яка збагачує смак та сприяє покращенню засвоювання жирних м'ясних страв, м'яса, приготованого на грилі, соусів, омлетів з сиром. Добре поєднується з червоним перцем. Листя шавлії використовують як приправу до салатів, в овочеві та рибні страви. Їх додають у маринади до огірків, кабачків та інше. З листя заварюють чай. Ефірну олію шавлії застосовують у виробництві харчових концентратів, ковбас, консервів, а також для ароматизації мила, зубних паст тощо.
Шавлія дуже приваблива, тому її вирощують і як декоративну рослину. Вона є чудовим медоносом. Мед із шавлії темно-золотистого кольору, ароматний та приємний на смак.
Щоби відлякувати кіз від культурних рослин чи овочів, можна використовувати шавлію, оскільки вони не полюбляють запах цієї рослини (як і лаванди). Шавлія також отруйна для кіз, і найчастіше тварини не їдять шкідливі для них рослини, якщо достатньо іншої їжі. Кози будуть їсти шавлію, лише якщо вони дуже голодні.